# دسته‌بندی سیاسی
دسته‌بندی سیاسی یا جناح‌بندی سیاسی، به معنای گروه‌بندی افراد، به‌ویژه درون یک سازمان سیاسی، مانند یک حزب سیاسی، اتحادیهٔ اصناف، یا گروه‌های دیگر با اهداف سیاسی است.
دسته‌بندی سیاسی یا جناح‌بندی سیاسی (به انگلیسی: Political Faction) به گروه‌بندی زیرمجموعه‌ای از افراد، معمولاً در درون یک نهاد یا سازمان سیاسی بزرگ‌تر (مانند یک حزب سیاسی، اتحادیه، دولت یا هر مجموعهٔ دیگری با اهداف سیاسی) گفته می‌شود که حول محور منافع، اهداف، عقاید یا شخصیت‌های مشترک تشکیل می‌شوند و در جهت پیشبرد آن اهداف در درون ساختار کلان‌تر فعالیت می‌کنند.

## بررسی مفهومی و ریشه‌ها
مفهوم دسته‌بندی سیاسی از دیرباز در اندیشهٔ سیاسی مورد بحث بوده است. جیمز مدیسون، از پدران بنیانگذار ایالات متحده، در «مقاله‌های فدرالیست» (به ویژه در مقاله‌های شماره ۱۰ و ۵۱) دسته‌بندی‌ها را گروه‌هایی تعریف کرد که منافع خاص خود را بر منافع کل جامعه ترجیح می‌دهند. او استدلال می‌کرد که کنترل اثرات مخرب دسته‌بندی‌ها از طریق یک جمهوری بزرگ و نظام checks and balances (نظام نظارت و تعادل) ضروری است.
در مقابل، در سنت مارکسیستی-لنینیستی، وجود «جناح‌گرایی» (factionalism) معمولاً به عنوان عاملی تفرقه‌انگیز که وحدت حزب پیشرو را تهدید می‌کند، محکوم شده و ممنوع است.

## انواع دسته‌بندی‌های سیاسی
دسته‌بندی‌های سیاسی را می‌توان بر اساس معیارهای مختلفی طبقه‌بندی کرد:
- بر اساس پایهٔ ایدئولوژیک: مانند جناح‌های محافظه‌کار، اصلاح‌طلب، تندرو یا میانه‌رو در یک حزب.
- بر اساس رهبری: گروه‌هایی که حول یک فرد کاریزماتیک یا یک رهبر خاص شکل می‌گیرند.
- بر اساس منافع خاص: مانند جناح‌های نمایندهٔ منافع منطقه‌ای، صنعتی یا طبقات خاص.
- بر اساس خط‌مشی: گروه‌هایی که برای پیشبرد یک سیاست خاص (مثلاً زیست‌محیطی، اقتصادی یا خارجی) تشکیل می‌شوند.

## کارکردها و پیامدها
دسته‌بندی‌های سیاسی می‌توانند کارکردها و پیامدهای مثبت و منفی داشته باشند.

### کارکردهای مثبت
تنوع دیدگاه‌ها: امکان بیان و بحث در مورد دیدگاه‌های مختلف درون یک حزب یا دولت را فراهم می‌کنند.
نوآوری در خط‌مشی:با ارائهٔ ایده‌های جدید، به روزرسانی و تطبیق پذیری نهاد سیاسی کمک می‌کنند.
جذب حمایت: می‌توانند گروه‌های مختلف اجتماعی را جذب کرده و پایگاه حمایتی حزب را گسترده‌تر کنند.
کنترل درونی: با ایجاد رقابت درونی، به عنوان یک مکانیسم نظارتی غیررسمی عمل می‌کنند.

### پیامدهای منفی
تفرقه و چنددستگی: می‌توانند به اختلافات داخلی، بن‌بست و بی‌ثباتی منجر شوند.
کاهش کارایی: رقابت‌های جناحی می‌توانند فرآیند تصمیم‌گیری را کند کرده و باعث فلج شدن دولت یا حزب شوند.
اولویت منافع خاص: ممکن است منافع جناحی بر منافع عمومی یا اهداف کلان حزب اولویت پیدا کند.
تضعیف تصویر عمومی: درگیری‌های آشکار جناحی می‌تواند اعتماد عمومی به نهاد سیاسی را تضعیف کند.

## نمونه‌های تاریخی و معاصر
ایالات متحده آمریکا: در تاریخ اولیهٔ آمریکا، دولت جورج واشنگتن شاهد رقابت شدید بین دسته‌بندی‌های الکساندر همیلتون (فدرالیست‌ها) و توماس جفرسون (دموکرات-جمهوری‌خواهان) بود. در دوران معاصر، احزاب اصلی آمریکا (دموکرات و جمهوری‌خواه) خود دارای جناح‌های قدرتمندی مانند جناح «تی پارتی» در حزب جمهوری‌خواه و جناح «پروgressive» در حزب دموکرات هستند.
ژاپن: احزاب سیاسی ژاپن، به ویژه حزب لیبرال-دموکرات (LDP) که برای دهه‌ها حاکم بوده، به طور سنتی حول محور جناح‌های (habatsu) متعدد و بسیار سازمان‌یافته‌ای ساختار یافته‌اند که برای کسب قدرت و انتصاب‌های وزارتی با یکدیگر رقابت می‌کنند.
چین: درون حزب کمونیست چین (CPC) اگرچه به طور رسمی جناح‌گرایی ممنوع است، اما تحلیل‌گران از رقابت بین جناح‌های مختلف بر اساس خط‌مشی‌های اقتصادی، گرایش‌های ایدئولوژیک یا وفاداری‌های شخصی گزارش می‌دهند.
انقلاب اسلامی ایران: پس از انقلاب، فضای سیاسی ایران همواره شاهد حضور و رقابت جناح‌های مختلف از جمله اصولگرایان، اصلاح‌طلبان و اعتدال‌گرایان بوده است که هرکدام گرایش‌های فکری و خط‌مشی‌های خاص خود را دنبال می‌کنند.

## مطالعه و تحلیل
مطالعهٔ علمی دسته‌بندی‌های سیاسی اغلب زیرمجموعه‌ای از علم سیاست و به‌ویژه جامعه‌شناسی سیاسی است. پژوهشگران از روش‌های مختلفی مانند تحلیل شبکه، بررسی اسناد حزبی، مصاحبه و ردیابی الگوهای رای‌دهی برای شناسایی و درک پویایی جناح‌ها استفاده می‌کنند.

## تعریف
در تحقیات به عمل آمده، جناح‌بندی به سه مفهوم دسته‌بندی شده‌است:
- اوّل: به مفهوم گروه بندی در یک حزب سیاسی
- دوم: به مفهوم گروه بندی در جنگ داخلی
- سوم: به مفهوم رقابت در داخل یک نظام حکومتی

امّا بیشتر مورد اوّل به دلیل کاربرد و تاثیر آن مد نظر می‌باشد.
اغلب تحلیل‌گران سیاسی معتقدند جناح‌بندی حلقه‌ای از یک زنجیر سه‌حلقه‌ای است:
- حلقه اوّل : حلقه محفل‌گرایی سیاسی
- حلقه دوم : حلقه جناح‌بندی
- حلقه سوم : حلقه حزب

حلقهٔ محفل گرایی یک درجه از حلقهٔ جناح‌بندی ساده‌تر و حلقهٔ حزب یک درجه از حلقهٔ جناح‌بندی پیچیده‌تر است.
این زنجیر، زنجیر شکل حزب سیاسی و تحزب‌گرایی است که به نوبهٔ خود جامعهٔ بسته را به جامعهٔ باز متصل می‌کند، یکی از تصادفات عمدهٔ این در جامعه این است که در جامعهٔ بسته، سیاست مخصوص رجال بخصوص قدرتمندان دولت و بعد از آن‌ها تجار، صاحبان صنایع و روحانیان با نفوذ است در حالیکه در جامعهٔ باز، شهروندان به طور عمومی حق شرکت در سرنوشت اجتماعی خود را دارند.

## کارایی
جناح‌بندی از یک سو می‌تواند موجب ضعف نظام شود و پیامد منفی و ویرانگری داشته باشد، از سوی دیگر می‌تواند تاثیر مثبت بر اوضاع بگذارد و به شکل‌گیری سازمان‌های پختهٔ سیاسی کمک کند.